# Jean Galfione
Jean Galfione (París, Francia, 9 de junio de 1971) es un atleta , especializado en la prueba de salto con pértiga en la que llegó a ser campeón olímpico en 1996.

## Carrera deportiva
En el Mundial de Gotemburgo 1995 ganó la medalla de bronce en el salto con pértiga, saltando 5.86 metros, quedando en el podio tras el ucraniano Serguéi Bubka (oro con 5.92 m) y el ruso Maksim Tarasov, plata también con 5.86 m pero en menos intentos.
Al año siguiente, en los JJ. OO. de Atlanta 1996 ganó el oro, por delante del ruso Igor Trandenkov y el alemán Andrei Tivontchik.